# Tim Bruxner
Hon. James Caird „Tim“ Bruxner (* 18. Mai 1923 in Tenterfield, New South Wales; † 22. August 2017 in Sydney, New South Wales) war ein australischer Politiker der Country Party, der zwischen 1962 und 1982 Mitglied im Parlament von New South Wales war und verschiedene Ministerämter bekleidete.

## Leben
James Caird „Tim“ Bruxner war ein Sohn des Offiziers und Politikers Sir Michael Bruxner (1882–1970), der ebenfalls Mitglied im Parlament und Minister war und von 1932 bis 1941 als stellvertretender Premierminister des Bundesstaates New South Wales fungierte, und dessen Winifred Hay Caird. Er begann nach dem Besuch der Cranbrook School ein Studium der Rechtswissenschaften an der Universität Sydney. Er brach dieses jedoch im Zweiten Weltkrieg 1941 ab und trat in die Zweite Australische Streitkraft 2nd AIF (2nd Australian Imperial Force) ein. Er diente zunächst in der 1st Armoured Brigade, 2/9th Armoured Regiment, der 1. Panzerbrigade, und wechselte danach 1944 zur Luftstreitkraft RAAF (Royal Australian Air Force), in der er bis 1945 als Leutnant (Pilot Officer) im Operativen Ausbildungsgeschwader (Operations Training Wing/ No. 7 Operational Training Unit RAAF) diente. Nach Kriegsende übernahm er von seinem Vater den Gehöftteil der Old Auburnvale Station und züchtete dort Aberdeen-Angus-Hausrinder.
Nach dem Ausscheiden seines Vaters aus dem Parlament wurde Tim Bruxner für die Country Party erstmals Mitglied im Parlament von New South Wales und wurde mit 8940 Stimmen (50,75 Prozent) erstmals, wenngleich knapp, zum Mitglied der Legislativversammlung (NSW Legislative Assembly) gewählt. Er vertrat diesen Wahlkreis nach seinen Wiederwahlen am 1. Mai 1965, 24. Februar 1968, 13. Februar 1971, 17. November 1973, 1. Mai 1976 und 7. Oktober 1978 bis zum 28. August 1981, wobei er bei der Wahl 1973 mit 68,63 Prozent sein bestes Ergebnis erzielte.
In der Koalitionsregierung der Country Party mit der Liberal Party of Australia von Premierminister Robert Askin übernahm Bruxner am 17. Januar 1973 sein erstes Regierungsamt und war bis zum 3. Dezember 1973 zunächst Minister für Wohnungsbau (Minister for Housing) und Minister für Genossenschaften (Minister for Cooperative Societies). Im Zuge einer Regierungsumbildung übernahm er im Kabinett Askin zwischen dem 3. Dezember 1973 und dem 3. Januar 1975 das Amt als Minister für Dezentralisierung und Entwicklung (Minister for Decentralisation and Development) und war ferner vom 20. September bis zum 6. Oktober 1974 auch kommissarischer Bergbauminister (Acting Minister for Mines) sowie kommissarischer Energieminister (Minister for Power). Im Kabinett von Thomas „Tom“ Lewis, dem Nachfolger Askins als Premierminister, war er daraufhin vom 3. Januar 1975 bis zum 23. Januar 1976 weiterhin Minister für Dezentralisierung und Entwicklung. Darüber hinaus war er zwischen dem 17. Dezember 1975 und dem 23. Januar 1976 auch Tourismusminister (Minister for Tourism). Als Nachfolger von Leon Punch übernahm er darüber hinaus 1975 die Funktion als Deputy Leader of the New South Wales National Country Party und war damit bis zu seiner Ablösung durch Wal Murray 1981 stellvertretender Vorsitzender der National Country Party im Bundesstaat New South Wales. im Kabinett von Eric Willis, dem Nachfolger von Lewis als Premierminister, war er schließlich zwischen dem 23. Januar und dem 14. Mai 1976 Verkehrsminister (Minister for Transport) sowie in Personalunion auch Minister für Fernstraßen (Minister for Highways).
Aus seiner am 18. April 1945 geschlossenen Ehe mit Margaret Ann McLeish ging ein Sohn hervor.